# Jordan Geenen
Jordan Geenen (ur. 11 sierpnia 1994) – francuski lekkoatleta specjalizujący się w biegach sprinterskich.
W 2011 zdobył brązowy medal mistrzostw świata juniorów młodszych w sztafecie szwedzkiej oraz uczestniczył w olimpijskim festiwalu młodzieży Europy – podczas tych zawodów biegł w eliminacjach sztafety 4 x 100 metrów, francuska sztafeta z najlepszym czasem awansowała do finału, w którym (już bez Geenena w składzie) zdobyła złote medale.  

## Osiągnięcia
| Rok  | Impreza                                    | Miejsce         | Konkurencja        | Pozycja    | Wynik   |
| ---- | ------------------------------------------ | --------------- | ------------------ | ---------- | ------- |
| 2011 | Mistrzostwa świata juniorów młodszych      | Lille Metropole | bieg na 400 m      | eliminacje | 49,96   |
| 2011 | Mistrzostwa świata juniorów młodszych      | Lille Metropole | sztafeta szwedzka  | 3. miejsce | 1:51,81 |
| 2011 | Letni olimpijski festiwal młodzieży Europy | Trabzon         | bieg na 400 m      | 6. miejsce | 49,37   |
| 2013 | Mistrzostwa Europy juniorów                | Rieti           | sztafeta 4 x 400 m | 4. miejsce | 3:05,41 |